# Everybody Needs Somebody to Love
«Everybody Needs Somebody to Love» es una canción escrita por Bert Berns, Solomon Burke y Jerry Wexler, originalmente grabada por Solomon Burke con la producción de Bert Berns para Atlantic Records en 1964. Esta versión alcanzó el puesto # 58 en los Estados Unidos. 
Wilson Pickett realizó una versión de la canción en 1966, y su versión (que menciona explícitamente a Solomon Burke en la apertura) alcanzó el puesto # 29 en las listas de pop y el # 19 R&B a principios de 1967. 

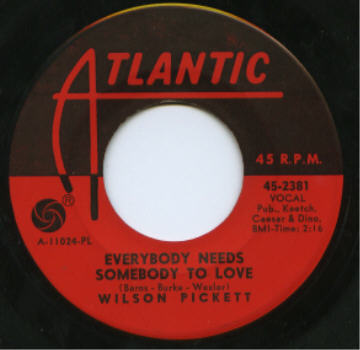
Disco de Wilson Pickett

Otras versiones notables de la canción han sido realizadas por The Rolling Stones y The Blues Brothers. 
La canción ha sido incluida en el puesto # 429 en la lista de Las 500 mejores canciones de todos los tiempos según Rolling Stone. 

## Composición y grabación
El 28 de mayo de 1964, Solomon Burke grabó dos canciones inéditas y «Everybody Needs Somebody to Love». Existe cierta controversia sobre la autoría de la canción. Aunque en los créditos aparecen como autores Bert Berns y Jerry Wexler junto a Solomon Burke, este último siempre insistió en reclamar para sí la autoría única del tema.
Burke aseguraba que la canción fue compuesta por él cuando era adolescente y que solía interpretarla en la iglesia durante el acto de las ofrendas. Según él, se la mostró a Berns y Wexler en 1964, que simplemente ajustaron el Tempo para hacerla comercial, ya que la original resultaba demasiado rápida.

## Lanzamiento
La versión original no tuvo especial repercusión llegando a alcanzar un modesto puesto 58 en las listas de éxitos americanas. Sin embargo, dos versiones aparecidas casi inmediatamente después tuvieron mayor repercusión. En 1965 fue grabada por The Rolling Stones e incluida en su álbum The Rolling Stones No.2 y en 1966, la versión de Wilson Pickett consiguió llegar al puesto 29 de las listas Pop y al 19 de las listas R&B.
En 1980 volvió a hacerse treméndamente popular al ser incluida en la banda sonora de la película The Blues Brothers: Granujas a todo ritmo. El tema, interpretado por The Blues Brothers Band, fue lanzado como sencillo en el Reino Unido en 1989 logrando alcanzar el puesto 19 de las listas de éxitos británicas.
Ha sido interpretada en directo por multitud de artistas. En 1967 fue interpretada por Dusty Springfield en su espectáculo televisivo The Dusty Springfield Show. Formó parte del repertorio habitual de The 13th Floor Elevators durante la década de los 60 y Led Zeppelin solía interpretarla en directo como parte del Medley de "Whole Lotta Love". El 13 de febrero de 2011 Mick Jagger la interpretó, en honor a Solomon Burke, durante la ceremonia de entrega de los Premios Grammy.
La canción ocupa el puesto 429 en la lista de las 500 mejores canciones de todos los tiempos según la revista Rolling Stone.